# Konrad Lustig
Konrad Lustig (* vor 1954) ist ein deutscher Drehbuchautor. Bekanntheit erlangte er vor allem durch die Märchenfilm-Produktionen bei Schongerfilm.

## Wirken
Nach der Brüder-Grimm-Adaption von Rotkäppchen, arbeitete er 1955 bei den Drehbüchern zu Schneeweißchen und Schneewittchen  mit Walter Oehmichen zusammen. Koautor bei den Heinzelmännchen 1956 und beim Rübezahl 1957 war Erich Kobler. Das letzte von ihm geschriebene Märchendrehbuch war 1961 zu Frau Holle, das er zusammen mit Horst Rietschel und Peter Podehl verfasste.

## Filmografie (Auswahl)
- 1954: Rotkäppchen
- 1955: Schneeweißchen und Rosenrot
- 1955: Schneewittchen
- 1956: Die Heinzelmännchen
- 1956: Tischlein deck dich (1956, Alten)
- 1957: Der Wolf und die sieben Geißlein
- 1957: Rübezahl – Herr der Berge
- 1961: Frau Holle